# Robert Gale
Robert "Bob" Gale (2 de abril de 1925 - mayo de 1975) fue un jugador de baloncesto estadounidense que jugó durante varias temporadas en el New York Athletic Club. Con 1,96 metros de estatura, lo hacía en la posición de pívot.

## Trayectoria deportiva

### Universidad
Jugó un año con los Big Red de la Universidad Cornell, en la que promedió 13,9 puntos por partido, pero al año siguiente se alistó en el Ejército de los Estados Unidos y pasó un año antes de ir a combatir a la Segunda Guerra Mundial en el Dartmouth College. La temporada que pasó en los Big Green acabó llegndo a disputar la final del Torneo de la NCAA en la que cayeron en la prórroga ante los Utah Utes. Gale fue el segundo mejor anotador de su equipo, con 10 puntos, sólo superado por los 11 de Aud Brindley, en un partido que acabó 42-40.
Tras regresar de la guerra, en 1946 se reincorporó a los Big Reds, donde jugó dos temporadas más, en las que promedió 16,1 puntos por partido. Tanto en 1944 como en 1948 fue incluido en el mejor quinteto de la Ivy League. En 1948 fue además incluido por la Helms Foundation en el segundo equipo All-America.

### Profesional
Fue elegido en la séptima posición del Draft de la BAA de 1948 por St. Louis Bombers, pero no llegó a jugar en la liga, haciéndolo en cambio en el New York Athletic Club, donde llegó a ser capitán, promediando hasta 20 puntos por partido.